# МЦ18
МЦ18 — советский малокалиберный самозарядный охотничий карабин разработки тульского конструкторского бюро ЦКИБ СОО. Имеет дополнительную возможность ведения огня в режиме ручного перезаряжания. Авторский коллектив включает В. Н. Денисова (ведущий конструктор) и Л. В. Шатальникова; конструкция карабина защищёна авторским свидетельством № 195928. Базовая модель была представлена в 1955 году и в дальнейшем послужила основой для целого ряда модификаций: МЦ18-1, МЦ18-2, МЦ18-3, МЦ18-3М и МЦ18-3М1 под спортивно-охотничий боеприпас.

## Конструкционные особенности
Компоновка узлов базовой версии карабина МЦ18 выполнена по классической схеме. Отличительной особенностью является возможность ведения огня в двух режимах: полуавтоматическом и ручного заряжания, переключение между которыми осуществляется поворотом рукоятки перезаряжания. В несамозарядном режиме допускается использование боеприпасов повышенной мощности.
Полуавтомат разботает за счёт энергии пороховых газов, воздействующих на дно гильзы и возвратную пружину. Ствольный канал хромирован, запирание канала ствола осуществляется двумя выступами затвора в полуавтоматическом режиме и массой свободного затвора — в несамозарядном. Для ударно-спускового механизма предусмотрено отдельное основание, взведение курка и извлечение стреляной гильзы происходят при заднем положении затвора. Штатные прицельные приспособления: открытый и оптический (4×32) прицелы. Магазин — отъёмный коробчатый на 10 патронов. Ложа изготавливается из высококачественной ореховой древесины.

## Общая оценка системы
Карабин зарекомедовал себя как хорошее средство промысловой охоты ввиду незначительного веса и возможности одновременного использования открытого и оптического процелов.
Однако, некоторые российские эксперты считают хромирование канала ствола в данной конструкции избыточным средством увеличения ресурса оружия ввиду невысокой мощности используемого боеприпаса.

## Модификации
- МЦ18-1 (1965 год[2]) — с пластмассовой ложей и рукояткой пистолетного типа с выступом под руку[1]. Комплектовался 2,5-кратным или 4-кратным оптическим прицелом[4]
- МЦ18-2 (1972 год[2]) — с ложей из ореха; карабин данной модификации был преподнесён генеральному секретарю Л. И. Брежневу в 1966 году[1].
- МЦ18-3 (1988 год[2]) — с новым способом крепления ложи к ствольной коробке и «козырьком» для защиты лица стрелка от действия пороховых газов[1].
- МЦ18-3М (1988 год[2]) — версия, оставляющая в соответствии с требованиями криминалистов специальную отметку на выпущенной пуле[1].
- МЦ18-3М1 (1990 год[2]) — версия допускающая при неполной разборке оставление УСМ внутри оружейной ложи[1].